# Bahnhof Rülzheim
Der Bahnhof Rülzheim war eine Bahnstation in der rheinland-pfälzischen Ortsgemeinde Rülzheim. Er wurde am 25. Juli 1876 mit der Verlängerung der Strecke Schifferstadt–Germersheim nach Wörth in Betrieb genommen. Die Anschrift des Bahnhofs, dessen früheres Empfangsgebäude unter Denkmalschutz steht, lautet Bahnhofstraße 6.
Im Zuge der Integration des Streckenabschnittes Germersheim–Wörth in das Netz der Stadtbahn Karlsruhe 2010 wurde er durch einen rund 300 Meter weiter nördlich liegenden Haltepunkt namens Rülzheim Bahnhof ersetzt. Er verfügt über zwei Bahnsteiggleise. Sowohl der frühere Bahnhof als auch der heutige Haltepunkt liegen im Verbundgebiet des Karlsruher Verkehrsverbundes (KVV) und gehören zur Tarifzone 565. Im Zuge eines 1996 vereinbarten Übergangstarifes werden jedoch ebenfalls Karten des Verkehrsverbundes Rhein-Neckar (VRN) anerkannt.

## Lage
Der Bahnhof befand sich am nördlichen Siedlungsrand von Rülzheim. Parallel zur Bahnstrecke, die in diesem Abschnitt von Nordost nach Südwest verläuft, führt die örtliche Bahnhofstraße, die mit der Landesstraße 493 identisch ist. Im Westen und Norden schließt sich landwirtschaftlich genutzter Raum an das Bahnhofsareal an. Die Bahnstrecke selbst kommt aus nördlicher Richtung und umfährt die Gemeinde in einer langgestreckten S-Kurve, in deren Mitte sowohl der frühere Bahnhof als auch der heutige Haltepunkt angesiedelt sind. Letzterer liegt rund 300 Meter weiter nordöstlich direkt an der Landesstraße 540 nach Bellheim.

## Geschichte

### Bahnprojekte rund um Rülzheim
Ursprünglich war geplant, innerhalb der Pfalz zuerst eine Bahnstrecke in Nord-Süd-Richtung von der Rheinschanze über Lauterbourg bis nach Strasbourg in Betrieb zu nehmen, die mit der von Baden projektierten Strecke Mannheim–Basel konkurrieren sollte. Diese wurde jedoch zugunsten der im Zeitraum von 1847 bis 1849 eröffneten Pfälzischen Ludwigsbahn Ludwigshafen–Bexbach zurückgestellt. In der Folgezeit liefen Diskussionen, ob eine Strecke am Gebirge von Neustadt über Landau nach Wissembourg oder eine Strecke am Rhein entlang über Speyer, Germersheim und Wörth dringender und wünschenswerter sei. Da vor allem das Militär eine Streckenführung am Rande des Pfälzerwaldes bevorzugt hatte, erhielt eine solche in Form der Maximiliansbahn Neustadt–Wissembourg den Vorzug.
Im Zuge der Bestrebungen, die Maximiliansbahn mit der badischen Hauptstadt Karlsruhe zu verknüpfen, strengten mehrere Persönlichkeiten aus Rheinzabern und seinen Nachbargemeinden eine Streckenführung über Offenbach, Herxheim, Leimersheim und Leopoldshafen an. Diese sollte im benachbarten Rülzheim mit der zeitgleich mit der Ludwigsbahn eröffneten Stichstrecke Schifferstadt–Speyer, die entsprechend durchgebunden würde, verknüpft werden. Diese Pläne standen jedoch in Konkurrenz zur Bahnstrecke Winden–Karlsruhe, die schließlich den Vorzug erhielt und 1864 eröffnet wurde. Im selben Jahr wurde die Speyerer Strecke bis nach Germersheim verlängert.
Ebenfalls 1864 strengte ein Lokalkomitee aus Rülzheim eine Verlängerung der nun in Germersheim endenden Strecke bis nach Wörth an, woraus wenig später ein erster Entwurf resultierte. Die Lage des Rheinzaberner Bahnhofs war jedoch strittig. Eine Variante sah diesen östlich der Gemeinde vor, eine andere hingegen im Westen. In die Debatte mischten sich zudem die Nachbargemeinden ein, die ihn in ihrer Nähe haben wollten. Das Komitee selbst plädierte am 30. März 1872 für den Standort im Westen, ehe ein solcher am 7. Juli 1872 endgültig beschlossen wurde. Am 25. Juli 1876 wurde schließlich die Durchbindung der Strecke bis nach Wörth einschließlich des Bahnhofs Rülzheim eröffnet.

### Weitere Entwicklung
1922 erfolgte die Eingliederung des Bahnhofs in die neu gegründete Reichsbahndirektion Ludwigshafen. Im Zuge deren Auflösung zum 1. April 1937 wechselte er in den Zuständigkeitsbereich der Reichsbahndirektion Mainz. In der Zeit der Deutschen Bundesbahn gehörte der Bahnhof zunächst weiterhin zur Direktion Mainz. 1971 gelangte die Station im Zuge der Auflösung der Mainzer Direktion in den Zuständigkeitsbereich der Bundesbahndirektion Karlsruhe. In den 1990er Jahren wurde der Bahnhof zu einem Haltepunkt zurückgebaut. Mitte Dezember 2010 wurde er in das Netz der Stadtbahn Karlsruhe integriert.

## Empfangsgebäude
Beim früheren Empfangsgebäude handelt es sich um einen Ziegelbau, der stilistische Elemente aus dem Spätklassizismus und der Neorenaissance aufweist. Das denkmalgeschützte Gebäude besitzt zudem einen dreistöckigen Turm. Für den Bahnbetrieb besitzt es inzwischen keine Bedeutung mehr.
1984 kaufte der Gesangverein „Einigkeit“ das Empfangsgebäude mit einem 900 m² Grundstück und baute es bis 1986 zu einem Sängerheim um. Im Erdgeschoss wurde im ehemaligen Schalterraum eine Gaststätte eingerichtet, im Obergeschoss befand sich der Probensaal, im Dachgeschoss eine Wohnung, im Turmgeschoss ein Büro mit Vereinsarchiv und im Gewölbekeller eine Weinstube. Im Außengelände wurde ein Biergarten eingerichtet, später auch etliche Überdachungen und Lagermöglichkeiten errichtet. 1985 wurde das Gebäude unter Denkmalschutz gestellt. 2018 verkaufte der Verein das Gebäude an einen Rülzheimer Privatmann. Der ehemalige Güterschuppen ist ebenfalls noch vorhanden und wurde in den 2000er Jahren restauriert.